# Nahuel Huapí
Nahuel Huapí – jezioro w Argentynie. Zajmuje powierzchnię 544 km², leży na zalesionym podnóżu wschodniej strony Andów, na wysokości 767 m. Długość linii brzegowej wynosi 357 km. Leży na nim wiele wysepek (m.in. Isla Victoria – na której mieści się stacja badawcza). Jeden z najpopularniejszych w Argentynie rejonów turystycznych i wypoczynkowych.
Nahuel Huapi (w języku miejscowych Indian „wyspa jaguarów”) zostało odkryte w 1670 roku przez jezuitów, którzy zbudowali tu swój ośrodek misyjny (redukcje). W 1934 roku został tu utworzony Park Narodowy Nahuel Huapi, a w 1971 roku Park Narodowy Los Arrayanes.

## Galeria

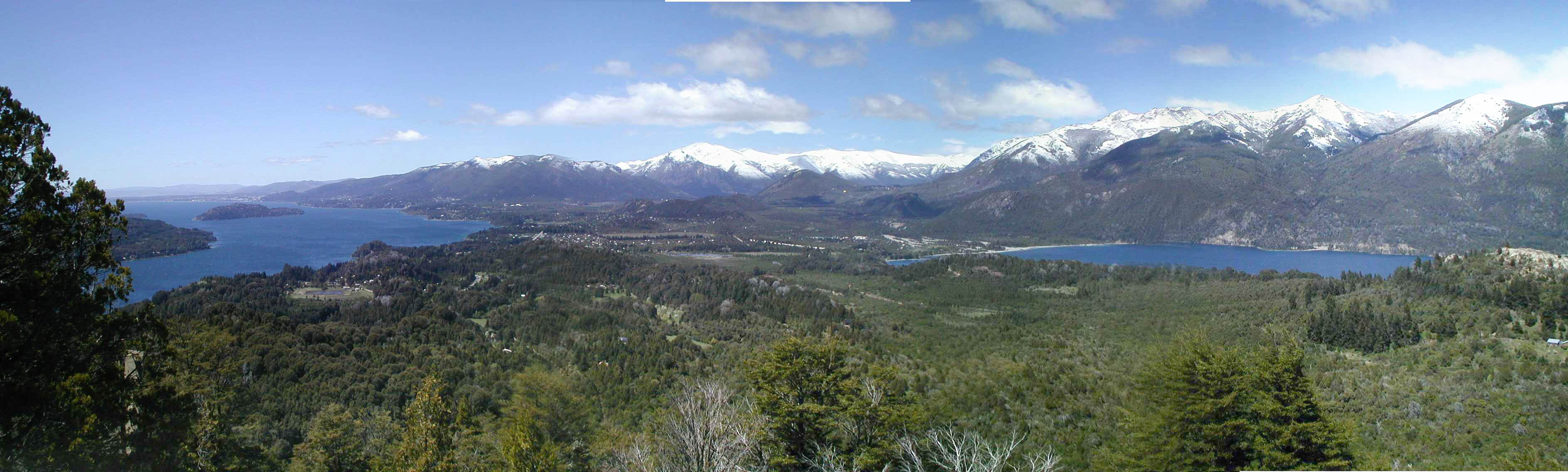
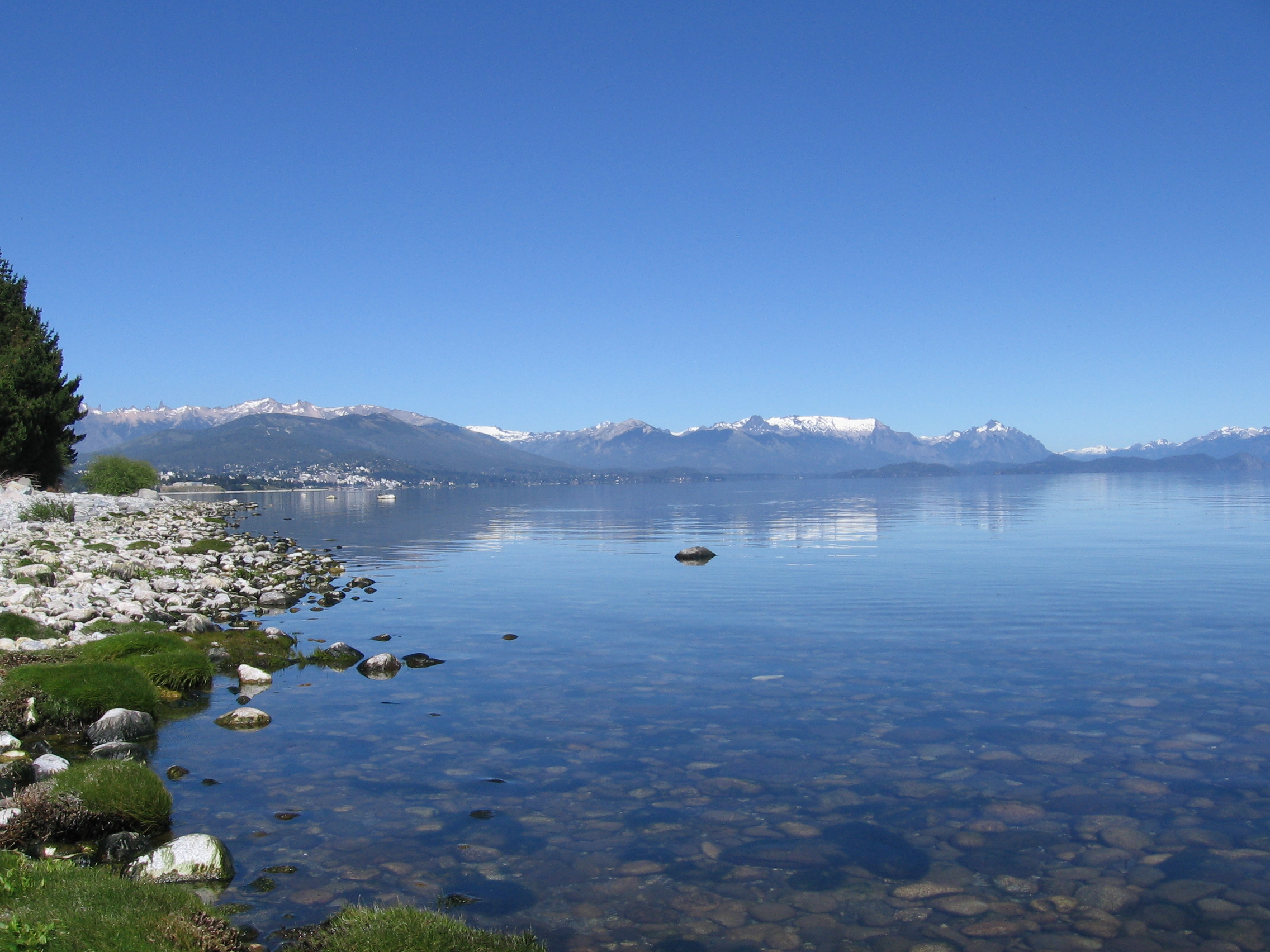